# Park Narodowy Stabbursdalen

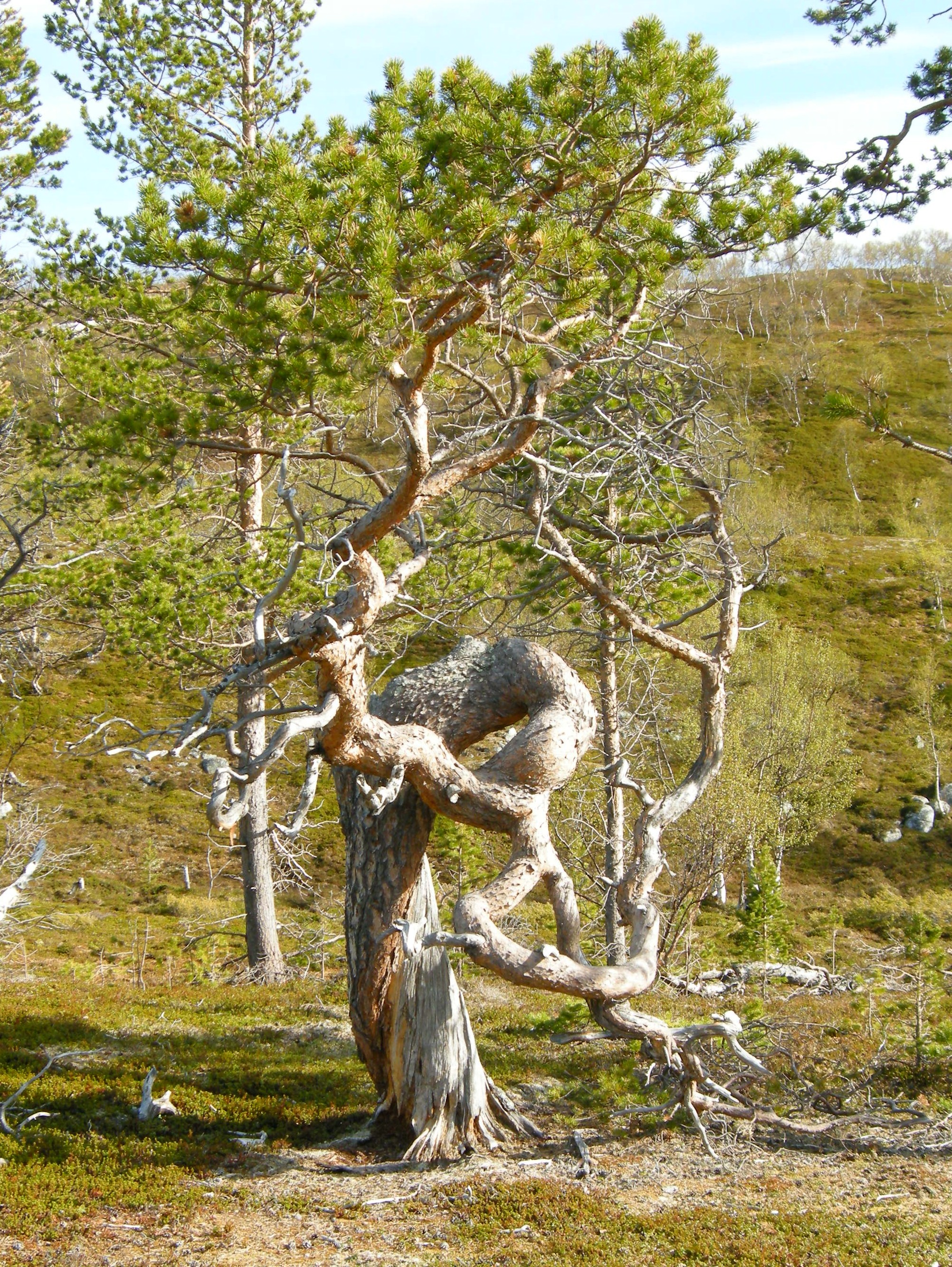
Drzewo sosny (Pinus sylvestris) w parku

Park Narodowy Stabbursdalen (norw. Stabbursdalen nasjonalpark, płn.-lap. Rávttošvuomi álbmotmeahcci) – park narodowy w północnej Norwegii. 
Leży na terenie prowincji Finnmark, gminy Porsanger, nad rzeką Stabburselva. Powierzchnia parku wynosi 9800 ha, założony został w 1970. Ochronie podlega najdalej wysunięty na północ (ok. 70 stopni N) las na świecie – niewielki (10% powierzchni parku) obszar porośnięty karłowatymi sosnami, osiągającymi 500 lat. Wiele drzew nie poradziło sobie z warunkami – pejzaż parku tworzą suche pnie, w których dziuplach żyją rzadkie gatunki ptaków: nurogęś, gągoł, muchołówka szara, pleszka zwyczajna. Występuje tam również głuszec. Z flory oprócz sosen występuje: brzoza oraz trawy i turzyce. Mimo ochrony las ginie z kilku powodów: po pierwsze jest reliktem epoki międzylodowcowej. Wtedy średnia temperatura była o kilka stopni wyższa, co sprzyjało rozwojowi nasion. Po drugie las niszczą coraz pospolitsze w tamtych rejonach szkodniki drzew.